# Stazione di Kildare
La stazione di Kildare è una stazione ferroviaria che fornisce servizio a Kildare, in Irlanda. Fu aperta il 4 agosto 1846 e chiusa al traffico di merci il 6 settembre 1976. Attualmente le linee che vi passano sono il South Western Commuter della Dublin Suburban Rail e la ferrovia Dublino–Cork che collega Dublino con Cork. Da questa stazione si diramano anche le linee, dalla Dublino-Cork che vanno a Galway, Ballina, Waterford e Westport. È usata dai treni che trasportano legname tra la contea di Mayo e quella di Waterford.

## Servizi ferroviari
- Intercity Dublino–Cork
- Intercity Dublino–Galway
- Intercity Dublino–Westport
- Intercity Dublino–Limerick
- Intercity Dublino–Waterford
- South Western Commuter

## Servizi
- Servizi igienici
- Capolinea autolinee
- Biglietteria a sportello
- Biglietteria self-service
- Distribuzione automatica cibi e bevande